# La Femme de mon mari
Pour l’article homonyme, voir La Femme de mon mari (film, 1926).

La Femme de mon mari est un téléfilm français réalisé par Charlotte Brandström, en 2000.

## Synopsis
Après la disparition tragique de sa première épouse, Bruno s'apprête enfin à enterrer le passé. Prêt à convoler en secondes noces avec la douce Marie, il est le plus heureux de tous les hôteliers-restaurateurs. Soudain, telle une déesse réincarnée, réappaît Diane. Dès lors, un vent de folie et de panique va souffler sur la propriété du couple de futurs mariés. Diane entend bien récupérer mari, hôtel et restaurant ! Sous les yeux d'une clientèle étrangère, le triangle amoureux ne cesse de se déchirer. Tandis que Bruno vit un retour de flamme inattendu dans les bras de Diane, Marie se consume de chagrin. En effet, rien ni personne ne semble résister à Diane...

## Fiche technique
- Réalisateur : Charlotte Brandström
- Scénario : Bruno Dega
- Musique : Alexandre Desplat
- Durée : 105 minutes
- 1re télédiffusion : 28 août 2000

## Distribution
- Alexandra Vandernoot : Marie
- Florence Pernel : Diane
- Antoine Duléry : Bruno
- Sylvie Granotier : Loraine
- Élodie Frenck : Agathe
- Christophe Hémon : Jérôme
- Marie Béraud : Julia
- Gabriel Le Normand : Léo
- Morgan Perez : Luc
- Jean-Marie Lamour : Philippe
- Marie Pillet : Violette